# 崇慶
崇慶（すうけい）は、金の衛紹王の治世で用いられた元号。1212年 - 1213年。
- 元年正月元日：改元。
- 2年5月：「至寧」に改元。

## 西暦・干支との対照表
| 崇慶 | 元年   | 2年    |
| 西暦 | 1212年 | 1213年 |
| 干支 | 壬申   | 癸酉   |

| 前の元号 大安 | 中国の元号 金 | 次の元号 至寧 |